# White House Transportation Agency
White House Transportation Agency (WHTA) leverer alle former for transport af motorkøretøjer for Det Hvide Hus i Washington D.C., bestilt af White House Military Office.
Personalet står til rådighed døgnet rundt for alt transport på landjorden af USA's præsident, dennes familie og gæster, ligesom højt placeret personale fra Det Hvide Hus også bliver transporteret af WHTA. Ansatte ved WHTA kører alle former for skudsikre biler, kortegekørsel m.v., ligesom de også forbereder Air Force One til afgang. 
Alt personale ved WHTA er underofficerer ved United States Army. 